# Brigit
Brigit (Modern-Iers: Brighid, uitspraak als het Engelse breed) was volgens het Lebor Gabála Érenn de dochter van de Dagda van de Tuatha Dé Danann en de vrouw van Bres van de Fomhoire. Ze had twee zussen, en wordt beschouwd als een klassiek Keltische godentrias. Zij is een Ierse godin van geneeskunde en vruchtbaarheid, maar ook poëzie en onderwijs, evenals ambacht. Brigit werd vereerd met Imbolc. 
Doordat haar naam - in allerlei variaties - wijdverbreid is in het Keltische cultuurgebied, lijkt ze een pan-Keltische godin geweest te zijn. Mogelijk was ze oorspronkelijk een godin van de landbouw, maar ze werd geassocieerd met de smeedkunst, geneeskunst en poëzie.
Haar naam wordt door Julius Caesar niet genoemd, maar hij stelt haar geheel volgens de Interpretatio Romana gelijk met Minerva. Later is zij verchristelijkt tot de belangrijkste vrouwelijke heilige van de Ierse Kerk, Sint-Brigida van Kildare, waarna zij zelfs met de abdis van het grote klooster van Kildare werd geassocieerd.
In het Boek van Leinster wordt de godin Brighid als de moeder der Tri Dée Dána aangeduid, wat onder anderen Marie Henri d’Arbois de Jubainville ertoe bracht Brighid en Danu aan elkaar gelijk te stellen.
Haar Britse en Gallische tegenhanger werd Brigantia ("Zij die in verrukking is"), beschermgodin van de machtigste Britse stam der Brigantes. Dat zij uitgebreid in plaats- en riviernamen opduikt wijst op de wijde verbreiding van haar cultus in West-Europa.
De naam "Brighid/Brigit" stamt af van "Brid of Bride (Schotland)" (bruid).